# Витория-ди-Санту-Антан (микрорегион)

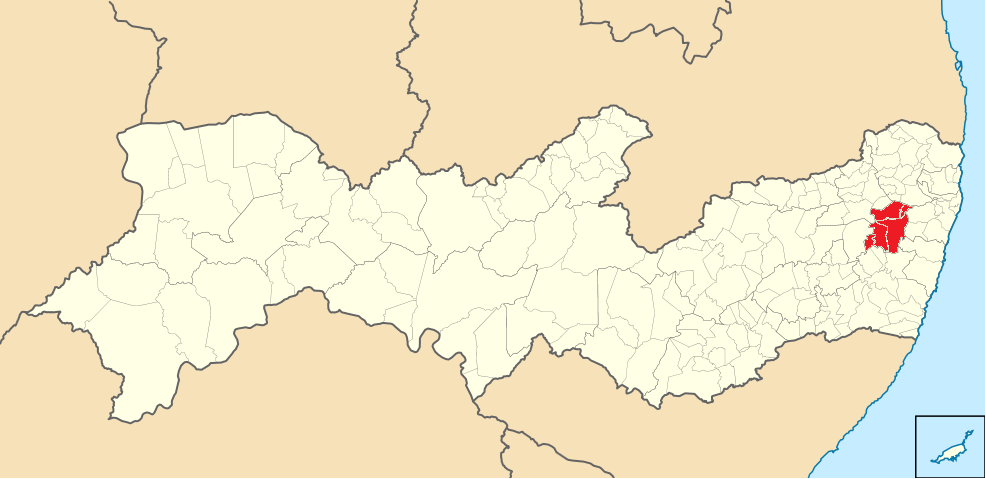
Витория-ди-Санту-Антан на карте.

Витория-ди-Санту-Антан (порт. Microrregião da Vitória de Santo Antão) — микрорегион в Бразилии, входит в штат Пернамбуку. Составная часть мезорегиона Мата-Пернамбукана.

Население составляет 	215 580	 человек (на 2010 год). Площадь — 	941,046	 км². Плотность населения — 	229,09	 чел./км².

## Демография
Согласно сведениям, собранным в ходе переписи 2010 г. Национальным институтом географии и статистики (IBGE), население микрорегиона составляет:						
| Полное население                             | Полное население                             | Полное население                             | Полное население                             | 215 580 |
| -------------------------------------------- | -------------------------------------------- | -------------------------------------------- | -------------------------------------------- | ------- |
| в том числе:                                 | Городское население                          | 168 131                                      | Процент городского населения, %              | 77,99   |
|                                              | Сельское население                           | 47 449                                       | Процент сельского населения, %               | 22,01   |
|                                              | Мужское население                            | 104 535                                      | Процент мужского населения, %                | 48,49   |
|                                              | Женское население                            | 111 045                                      | Процент женского населения, %                | 51,51   |
| Плотность населения, чел/км²                 | Плотность населения, чел/км²                 | Плотность населения, чел/км²                 | Плотность населения, чел/км²                 | 229,09  |
| Население микрорегиона в % к населению штата | Население микрорегиона в % к населению штата | Население микрорегиона в % к населению штата | Население микрорегиона в % к населению штата | 2,45    |

## Состав микрорегиона
В составе микрорегиона включены следующие муниципалитеты:
1. Шан-Гранди
2. Глория-ду-Гоита
3. Помбус
4. Витория-ди-Санту-Антан
5. Шан-ди-Алегрия